# Amfitrion 38

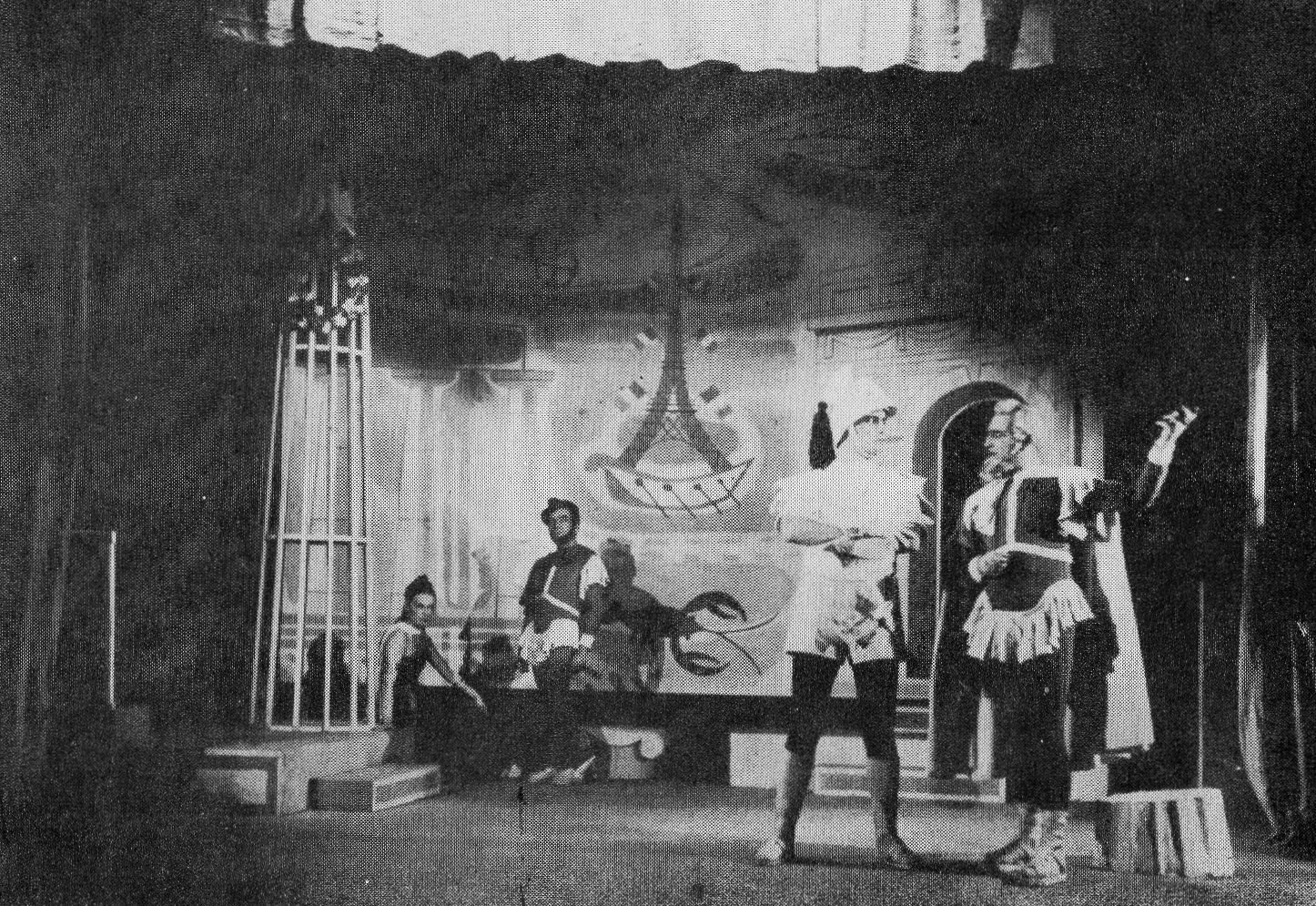
Premiera w 1947 w łódzkim Teatrze Domu Żołnierza

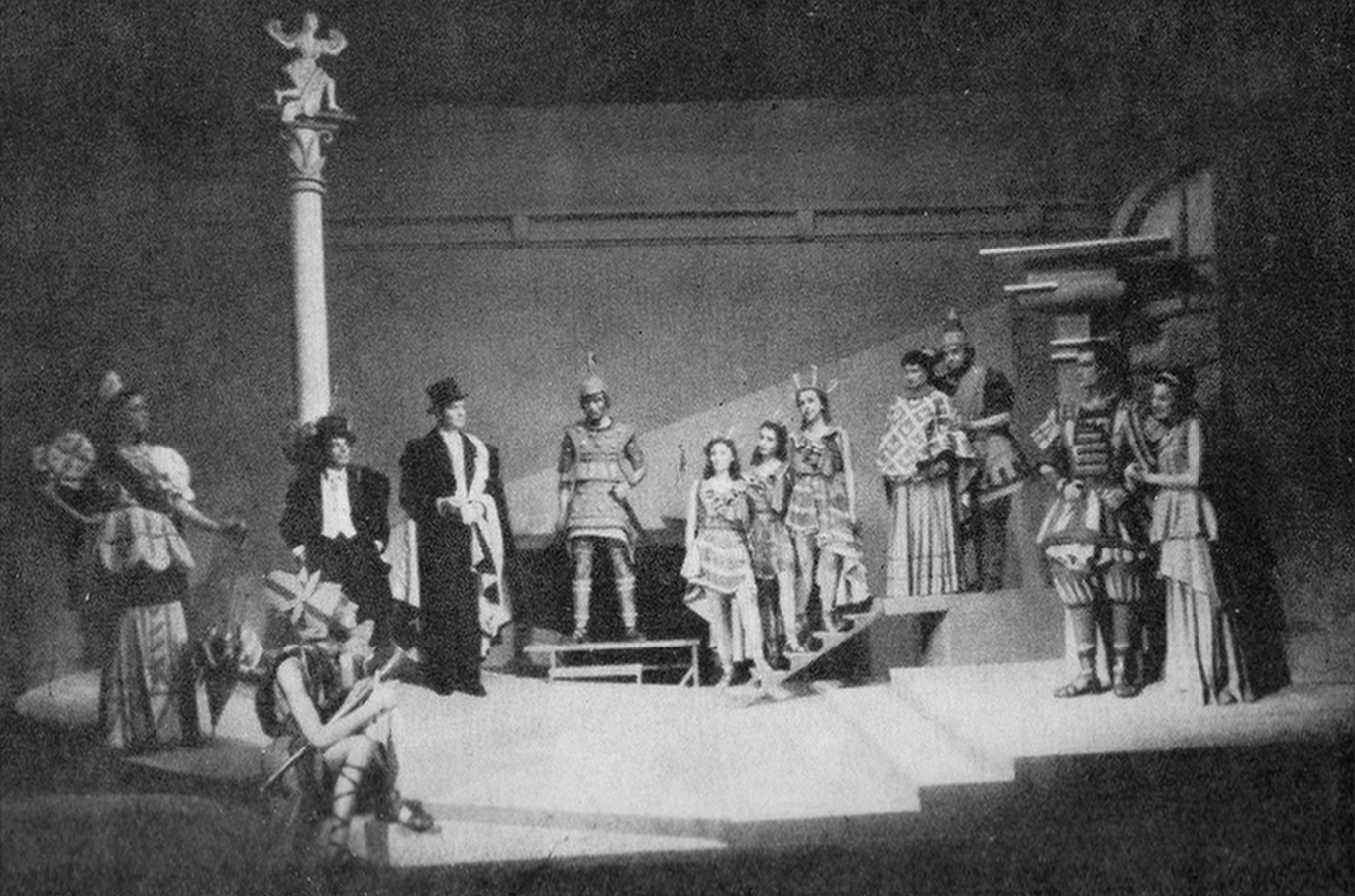
Przedstawienie w Starym Teatrze w Krakowie (1948)

Amfitrion 38 (fr. Amphitryon 38) – dramat autorstwa Jeana Giraudoux z 1929, jego druga sztuka teatralna.

## Geneza i treść
Mit o Amfitrionie, oszukanym przez Zeusa małżonku Alkmeny, interesuje autora zasadniczo tylko jako punkt wyjścia określonej tradycji literackiej. Giraudoux żongluje elementami opowieści antycznej i gra konwencjami z nią związanymi. Główną bohaterką dzieła jest Alkmena i rozbieżność jej przekonań z dążeniami Zeusa (autor podąża tu za recepcją Heinricha von Kleista, z konfliktu wydobywając jednak tony pogodne, nie zmącone nawet pewną dozą ironii tragicznej). Giraudoux odwraca w sztuce tradycje mitu: bóg nie obdarza ludzi swą łaską, ale to on sam musi się wkraść w łaski ludu. Odwrócenie to stanowi główny motor napędowy efektów komicznych dzieła, bezskutecznych zabiegów boga, narzucającego się Alkmenie z propozycjami nieśmiertelności. Błyskotliwa zabawa literacka łączy się w dziele z obszerną wykładnią filozofii autorskiej.
Giraudoux utrzymywał, że była to 38. wersja sceniczna przedstawionego mitu, stąd nadany jej tytuł.

## Pokazy
Sztuka powstała w ciągu tygodnia i napisana była dla Théâtre de l'Athénée, z przeznaczeniem roli Alkmeny dla Valentine Tessier. Premiera odbyła się jednak 8 listopada 1929 w Comédie des Champs-Élysées. Krytyka oceniła ją jako rewelacyjny pokaz nieznanych dotąd możliwości autora. Premiera zapoczątkowała specjalną manierę pokazywania sztuk scenicznych Giraudoux, m.in. eksponowania pewnych niezgodności w elementach kostiumowych i scenograficznych. 
W 1930 sztuka pokazywana była w oryginale na gościnnych występach trupy Marie-Thérèse Piérat w Warszawie. Pierwsza polska premiera odbyła się w Teatrze Kameralnym Domu Żołnierza w Łodzi 18 września 1947. Kolejne pokazy polskie miały miejsce w: Starym Teatrze w Krakowie (1948, reż. Bohdan Korzeniewski), Teatrze Rozmaitości w Warszawie (1949, reż. Bohdan Korzeniewski), Teatrze Dramatycznym we Wrocławiu (1957, reż. Andrzej Dobrowolski), Teatrze Polskim w Bydgoszczy (1971, reż. Lech Komarnicki) i Scenie Polskiej w Czeskim Cieszynie (2009, reż. Bogdan Kokotek). W 1962 i 1975 sztukę wyreżyserowali dla Teatru Telewizji odpowiednio: Adam Hanuszkiewicz i Stanisław Brejdygant (to ostatnie przedstawienie dozwolone było od lat 16, jako że grająca Alkmenę Elżbieta Starostecka wystąpiła nago).
Sztuka rozpisana jest na pięć ról męskich i trzy kobiece oraz grupę statystów (służby).